# Hexatoma gibbosa
Hexatoma gibbosa är en tvåvingeart som först beskrevs av Doane 1900.  Hexatoma gibbosa ingår i släktet Hexatoma och familjen småharkrankar. Inga underarter finns listade i Catalogue of Life.